# Diploid

Schematyczne porównanie haploida i diploida

Diploid (gr. διπλος ‘podwójny’) – komórka lub organizm zawierający w swoim genomie podwójny zestaw chromosomów homologicznych. Oznaczany jest jako 2n.
U organizmów rozmnażających się płciowo jeden z nich zazwyczaj pochodzi od matki, zaś drugi od ojca. Większość eukariontów (szczególnie wyższych) jest diploidalna.